# 星になるまで
「星になるまで」（ほしになるまで）は、米倉千尋の22ndシングルである。初回盤は8thアルバム『azure』との連動特典用応募券を封入している。

## 概要
- アルバム『azure』からの先行シングルカット曲で、作詞・作曲はシンガーソングライターの岡本真夜が担当している、またこの曲は岡本自身もミニアルバム『Wonderful Colors』にてセルフカバーしている。

## 収録曲
1. 星になるまで
  - 作詞・作曲：岡本真夜、編曲：aqua.t
  - 「メルサ市」コマーシャルソング。
  - 8thアルバム『azure』にも、収録されている。
2. 冬のひまわり
  - 作詞・作曲：米倉千尋、編曲：aqua.t
  - 8thアルバム『azure』にも、収録されている。
3. 黄金の森
  - 作詞・作曲：米倉千尋、編曲：aqua.t
4. 星になるまで（instrumental）